# A Snowflake Fell (And It Felt Like a Kiss)
A Snowflake Fell (And It Felt Like a Kiss) – świąteczny mini-album szkockiego zespołu rockowego Glasvegas, wydany 1 grudnia 2008 roku przez Columbia Records.

## Lista utworów
1. "Careful What You Wish For" – 1:49
2. "Fuck You, It's Over"  – 4:44
3. "Cruel Moon" – 4:36
4. "Please Come Back Home" – 3:29
5. "A Snowflake Fell (And It Felt Like a Kiss)" – 4:23
6. "Silent Night/Noapte de Vis" – 3:01

Wszystkie utwory zostały skomponowane przez Jamesa Allana (oprócz "Silent Night" napisanej przez Josefa Mohra i Franza Grubera).